# 鷹野宏史
鷹野 宏史（たかの ひろふみ、1964年10月4日 - ）は、日本中央競馬会に所属する元騎手の調教助手。本名、片山 宏史（かたやま ひろふみ・旧姓：鷹野）。得意な戦法は先行。趣味はツーリング、読書。

## 来歴
1982年4月16日に高知競馬場の松木啓助厩舎所属騎手としてデビューし、翌4月17日に初勝利を挙げた。
2005年7月18日にデビュー以来12863戦目で史上60人目となる地方競馬通算2000勝を達成した。2006年2月2日から勝負服の柄を胴青、黄山形一文字、袖青から胴黒、赤のこぎり歯型、袖青へ変更した。
2007年、10月24日に4度目の受験となるJRAの平成20年度新規騎手免許第1次試験を受験し、11月15日に発表された合格者の中に含まれていたことが明らかになった。中央競馬で一度も騎乗経験のない地方の騎手が1次試験を合格するのは初めてのことである。
2008年、2月14日に第2次試験の合格が発表され、高知県競馬組合所属騎手および中央競馬で騎乗経験のない地方の騎手として初めてJRAの騎手試験合格者となる。同年2月24日には高知競馬場で壮行式が行われ、「飛翔タカノ壮行特別」が地方競馬騎手として最後の騎乗となった（1番人気10着）。
2008年3月1日付で美浦・二ノ宮敬宇厩舎所属騎手としてJRA騎手免許交付。デビュー同期に伊藤工真、大江原圭、三浦皇成の3人と、大井から移籍してきた内田博幸がいる。同日、中山競馬第3競走でハイブリッドスターに騎乗しJRA初騎乗（10着）、5月18日、新潟競馬第3競走でアンブロークンに騎乗しJRA移籍後初勝利を挙げた。
2010年4月21日付で二ノ宮厩舎を離れフリー騎手となり、翌22日から所属先を栗東トレーニングセンターに移した。
2011年12月20日付で騎手を引退、藤沢則雄厩舎で調教助手になることが発表された。

## エピソード
日本中央競馬会の騎手免許取得時に次男が競馬学校騎手課程の入学試験に合格していたが、2010年までに退学したとみられ、宏史が夢見ていた同一レースでの騎乗は実現しなかった。

## おもな騎乗馬
- セントリチカラ（1985年南国桜花賞）
- ファンドリボーイ（1986年高知優駿）
- キャプテンライジン（1992年南国桜花賞）
- サクラアラシオー（1994年二十四万石賞、珊瑚冠賞）
- トモエスター（1995年南国桜花賞）
- パープルマジック（1997年高知県知事賞）
- マサミネオー（1997年黒潮スプリンターズカップ）
- セクチオ（1997年金の鞍賞）
- マルカイッキュウ（1998年高知県知事賞、二十四万石賞、建依別賞、1999年高知県知事賞）
- キング（2003年珊瑚冠賞）
- ナイキアフリート（2004年珊瑚冠賞）
- マルチシークレット（2006年黒潮皐月賞）

## 騎乗成績

### 地方競馬
14345戦2190勝

### 中央競馬
|            | 日付          | 競馬場・開催  | 競走名         | 馬名               | 頭数 | 人気 | 着順 |
| ---------- | ------------- | ------------- | -------------- | ------------------ | ---- | ---- | ---- |
| 初騎乗     | 2008年3月1日  | 2回中山1日3R  | 3歳未勝利      | ハイブリッドスター | 12頭 | 9    | 10着 |
| 初勝利     | 2008年5月18日 | 1回新潟6日3R  | 3歳未勝利      | アンブロークン     | 15頭 | 2    | 1着  |
| 重賞初騎乗 | 2008年3月22日 | 2回中山7日11R | フラワーカップ | ラヴドシャンクシー | 16頭 | 15   | 12着 |

| 年度   | 1着 | 2着 | 3着 | 騎乗数 | 勝率 | 連対率 | 複勝率 |
| ------ | --- | --- | --- | ------ | ---- | ------ | ------ |
| 2008年 | 2   | 4   | 6   | 158    | .013 | .038   | .076   |
| 2009年 | 3   | 1   | 7   | 84     | .036 | .048   | .131   |
| 2010年 | 1   | 1   | 1   | 104    | .010 | .019   | .029   |
| 2011年 | 0   | 0   | 1   | 44     | .000 | .000   | .023   |
| 中央   | 6   | 6   | 15  | 390    | .015 | .031   | .069   |
| 地方   | 2   | 0   | 0   | 17     | .118 | .118   | .118   |